# 106,7 RIX FM Stockholm
106,7 RIX FM Stockholm är en radiostation som sänder över Stockholm. Stationen började sända 1993 och har genomgått ett antal formatförändringar och frekvensbyten genom åren. Mellan 6 februari 2005 och 1 augusti 2018 sände RIX FM på frekvensen 105,5 i Stockholm. När de tre nya nationella radiotillstånden började gälla den 1 augusti 2018, så övergick man till frekvensen 106,7. 
När Stockholmsfrekvenserna för den nya privata lokalradion auktionerades ut 22 september 1993 vanns frekvensen 105,5 av Bandit Productions AB som fick betala 1 700 000 kronor i årlig koncessionsavgift. Sändningarna startade i oktober - november 1993 under namnet Bandit 105,5 och man sände engelskspråkig radio med inriktning på punk och tung rock. Kännetecknet för stationen var den snabbflytande engelskan och den glättiga punkmusiken som spelades.
Stationens ägare CLT-UFA ville satsa på en station som sände det mer konventionella formatet Modern AC. Därför lades Bandit 105,5 ner den 1 januari 1999 och ersattes några dagar senare av WOW 105,5. Bandit skulle dock återkomma år 2005 på gamla Power Hit Radios frekvens 106,3 och sänder sedan dess under beteckningen Bandit Rock.
Modern Times Group (MTG) tog sedermera över CLT-UFA:s svenska radioverksamhet, i vilken bland annat Lugna Favoriter-nätverket och WOW 105,5 ingick. Den 6 februari 2005 försvann WOW och ersattes av Rix FM:s program. Rix FM parallellsände på både 105,5 och den gamla frekvensen 101,9 till april 2005 när Metro FM 101,9 startades.